# کتان لوئیسی
کتان لوئیسی (نام علمی: Linum lewisii) نام یک گونه از تیره کتانیان است.